# Hipolit Grzegorzewski
Hipolit Henryk Grzegorzewski, ps. „Grek” (ur. 13 lipca 1893 w majątku Kiryłówka, zm. 13 maja 1939 w Świdrze) – wachmistrz Wojska Polskiego, działacz niepodległościowy, inżynier rolnik.

## Życiorys
Urodził się 13 lipca 1893 w majątku Kiryłówka, w gm. Koziatyn, pow. berdyczowskiego, w rodzinie Apolinarego i Rozalii z Czubińskich.
Działalność niepodległościową rozpoczął przed I wojną światową. W 1915 został powołany do armii rosyjskiej i wcielony do 12 Biełgorodzkiego Pułku Ułanów. W 1916 został ranny. W czasie pobytu w Berdyczowie nawiązał kontakt z Polską Organizacją Wojskową i wstąpił w jej szeregi. Przewoził broń dla organizacji w rejonie Kijów–Berdyczów–Winnica. Zdekonspirowany przez władze rosyjskie został zdegradowany i uwięziony. Po kilkumiesięcznym więzieniu został zwolniony i wysłany na front austriacki, gdzie dostał się do niewoli. Na początku 1918 udało się mu wydostać z niewoli, po czym przeprowadził szeroką akcję werbunkową na Ukrainie. Następnie zgłosił się do szwadronu polskiego na Kubaniu, lecz ciężka choroba czasowo uniemożliwiła mu służbę. Po ozdrowieniu udał się do Odessy, gdzie wstąpił w szeregi dywizjonu jazdy majora Konstantego Plisowskiego. Od tego czasu uczestniczył we wszystkich walkach dywizjonu, a później 14 Pułku Ułanów Jazłowieckich stoczonych w Odessie, Besarabii, Małopolsce Wschodniej, na Wołyniu i Ukrainie. Wyróżnił się męstwem i odwagą w dniach 4 i 5 października 1919 w wypadzie na Jaruń.
Był żonaty z Marią z Szusterów (zm. 1980), z którą miał syna Bohdana Jana, ps. „Kuba” (1929–2006), członka Szarych Szeregów i córkę.
Zmarł 13 maja 1939 w Świdrze, w willi którą nazwał „Jazłowianką”. Trzy dni później został pochowany na Cmentarzu Wojskowym na Powązkach (kwatera A19-4-9).

## Ordery i odznaczenia
- Krzyż Niepodległości (13 września 1933)[7][1]
- Krzyż Walecznych dwukrotnie[3][8]
- Złoty Krzyż Zasługi (pośmiertnie, 13 lipca 1939)[9]
- Medal Pamiątkowy za Wojnę 1918–1921[2]
- Medal Dziesięciolecia Odzyskanej Niepodległości[2]
- Medal Zwycięstwa[2]